# 張崇偉
張崇偉（英語：Zac Chang），綽號大麻，是1976吉他手，為創團的最初團員之一。

## 經歷
- 1996~迄今  1976 (樂團)
- 1998~1999年  閃靈樂團

## 記事
2007年發行屋頂音樂節一日限定EP《撒野俱樂部》，首次執行混音和母帶後期處理的工作。
2009年起在演出時多添加了合成器，並在《不合時宜》專輯中『煙火』一曲演奏小喇叭。

## 作品
"my bloody christmas" , 單曲 , icon girl pisto+zac , 2010（Guitar）

### 電影原聲帶
- 電影《盛夏光年》同名主題曲，大麻與五月天主唱阿信，自然捲男主唱奇哥，濁水溪公社前任鼓手羅伯，共同創作

### Remix混音單曲
- 《80's（zac squeamish remix)》, 1976樂團In clubbing we trust EP, 2007
- 《二奶remix》, 董事長樂團花光他的錢專輯2008
- 《Mod Boy (Zac's modism never fade mix)》, You can play that again合輯, 2009
- 《Zanana》愛的大未來All we need is...., 2009
- 《Typhoon Zac Remix》, Papergirl 紙片女孩The Wet City EP,2010

### 錄音、混音、後製
- 《In clubbing we trust》 EP, 1976樂團, 2007 (recording, mixing, mastering)
- 《Get My Body If You Want It》EP, 白目樂隊 (mastering)
- 《自己的聲音》EP, 假文藝青年俱樂部 (recording, mixing, mastering)
- 《卡夫卡不插電vol.2》, 海邊的卡夫卡, 2008 (mixing, mastering)
- 《卡夫卡不插電專輯》, Soler , 2008 (mixing, mastering)
- 《all is for love概念專輯》, wanwor+Easy+1976 , 2009 (recording, mixing, mastering)
- 《天文特徵》EP, Hush！ , 2012 (recording, mixing, mastering)

## 獲獎紀錄

### 2010年第一屆金音獎
- 最佳樂手獎:張崇偉(大麻) / 1976 (樂團) / 吉他

## 相關連結
- 1976樂團
- 閃靈樂團

## 外部連結
- 1976樂團官方網站 （页面存档备份，存于）